# Siegfried Walther
Siegfried Walther (* 28. April 1955 in Karlsruhe) ist ein deutscher Theaterschauspieler.

## Leben
Walther absolvierte seine Ausbildung am Max Reinhardt-Seminar in Wien und wurde 1979 am Theater in der Josefstadt engagiert. Ab 1989 spielte er für fünf Jahre am Schauspielhaus Zürich und kehrte 1994 ans Theaters in der Josefstadt zurück.
Er spielte zahlreiche Rollen wie u. a. in: Der große Zauber, Don Juan oder die Liebe zur Geometrie, Viel Lärm um Nichts, Über allen Gipfeln ist Ruh, Liliom, Othello darf nicht platzen, Mann/Frau/Kind, Der Alpenkönig und der Menschenfeind, Der grüne Kakadu, Automatenbüfett, Die Dreigroschenoper, Kampl, Ein seltsames Paar, Andorra, Der tolle Tag, Die Möwe, Der Revisor, Schöne Bescherung, Unverhofft, Der jüngste Tag, Buddenbrooks, Floh im Ohr, eine etwas sonderbare Dame, Sugar – Manche mögen’s heiß, Heldenplatz, Sein oder Nichtsein, Ein Klotz am Bein, Traumnovelle, The King’s Speech, Der Mentor, Aus Liebe, Hochzeit auf Italienisch – Filumena Marturano, Die Schüsse von Sarajewo, Die Mausefalle, Der Zerrissene, Frühstück bei Tiffany, Vor Sonnenuntergang, Der Gockel, Menschen im Hotel, Das Mädl aus der Vorstadt, Die Wildente, Monsieur Claude und seine Töchter, Shakespeare in Love, Madame Bovary. Außerdem wirkte er mit bei den Salzburger Festspielen, den Stockerauer Festspielen, den Schloss-Spielen Kobersdorf sowie in Film- und TV-Produktionen.
Siegfried Walther war zweimal für den Nestroy-Theaterpreis nominiert: 2005 für die Darstellung des Sosias in „Amphitryon“ und 2016 für die Darstellung des Kringelein in „Menschen im Hotel“.

## Filmografie (Auswahl)
- 1996 Potasch und Perlmutter –  Mark Pasinsky, Einkäufer
- 1998: Fever
- 2000: Happy Hour oder Glück und Glas – Standesbeamter
- 2014: Die Seelen im Feuer – Graf Eszterhazy
- 2014: Die Detektive (TV-Mini-Serie, Folge 8: Das Geisterhaus)
- 2020: Vier Saiten